# Henry Paget (7e marquis d'Anglesey)
George Charles Henry Victor Paget, 7e marquis d'Anglesey (8 octobre 1922 - 13 juillet 2013) est un pair britannique et un historien militaire.

## Biographie
Il est le fils de Charles Paget (6e marquis d'Anglesey) et de Lady Victoria Manners (en), la fille aînée du 8e duc de Rutland, et est baptisé avec George V et Mary de Teck comme parrains et marraines. Il est le frère de Lady Rose McLaren et le neveu de Lady Diana Cooper.
Il fait ses études à la Wixenford School et au Collège d'Eton . Il obtient le grade de major au service des Royal Horse Guards (Blues) et combat pendant la Seconde Guerre mondiale. Il utilise le titre de courtoisie de comte d'Uxbridge jusqu'à ce qu'il accède au marquisat en 1947.
Il occupe le poste de lieutenant adjoint d'Anglesey en 1960, de vice-lieutenant d'Anglesey entre 1960 et 1983 et de Lord-lieutenant du Gwynedd entre 1983 et 1989. Il est le président honoraire de la Crimean War Research Society.
Lord Anglesey écrit les livres The Capel Letters 1814–1817 (1955), consistant en la correspondance révisée entre la sœur du premier marquis en Angleterre et ses nièces; One Leg: La vie et les lettres du 1er marquis d'Anglesey (1961), une biographie de son ancêtre; Mémoires du sergent Pearman (1968); et A History of the British Cavalry, Volumes I-VIII, qui est décrit comme "l'histoire définitive" de cette arme. Le Royal United Services Institute for Defence Studies lui décerne la médaille d'or Chesney pour cela en 1996.
Lord Anglesey offre la maison familiale historique, Plas Newydd sur l'île d'Anglesey, au National Trust en 1976, avec 169 acres de domaine environnant, et elle est ouverte au public depuis le 1er juillet de cette année.
Lord Anglesey est décédé à l'âge de 90 ans le 13 juillet 2013. Le 14 juin 2014, un service commémoratif public a été organisé pour lui dans la cathédrale de Bangor.

## Famille
Il épouse Elizabeth Shirley Vaughan Morgan le 16 octobre 1948 et ils ont cinq enfants:
- Henrietta Charlotte Eiluned Paget (née le 31 juillet 1949)
- Charles Alexander Vaughan Paget, 8e marquis d'Anglesey (né le 13 novembre 1950)
- Elizabeth Sophia Rhiannon Paget (née le 14 mai 1954)
- Rupert Edward Llewellyn Paget (né le 21 juillet 1957)
- Amelia Myfanwy Polly Paget (née le 12 septembre 1963)